# 아리아노스

Alexandri anabasis, 1575

아리아노스(고대 그리스어: Ἀρριανός), 또는 루키우스 플라비우스 아리아누스 '크세노폰'(라틴어: Lucius Flavius Arrianus 'Xenophon', 86년 - 160년)은 2세기 로마의 그리스인 정치가이자 역사가이다. 알렉산드로스 대왕의 동방원정을 연구한 《알렉산드로스 원정기》의 저자이다.

## 생애
아리아노스는 비티니아의 니코메디아에서 로마 시민권을 가지고 태어났다. 그리고 에페이로스의 철학자 에픽테토스에게 교육을 받았다. 그 후 아비디우스 니그리누스라는 지기를 얻어 로마 제국의 관직에 종사했다. 그리하여 트라야누스의 파르티아 원정에 종군한 것으로 추측된다. 하드리아누스가 다음의 황제로 즉위하자, 니그리누스는 황위를 휘감쳤다는 혐의로 처형당한다. 반면 아리아노스는 새로 즉위한 황제에게 인정되었다.
아리아노스는 125년경에 히스파니아 바이티카 속주의 총독으로 부임하였다. 그리고 129년에서 130년 쯤에 집정관이 되었다. 또한 130년부터 137년까지 속주 카파도키아에 총독으로서 파견되었다. 카파도키아에서 총독을 맡는 동안 알라니족의 침공을 저지하였다. 그리고 총독에서 물러났을 때 공직에서 은퇴하였다.
그 후 ‘집정관이면서 철학자’라는 평판을 유지하면서, 아테네에 시민권을 취득해 거주했다. 그 이후의 행적은 묘연하며, 후대의 역사가 카시우스 디오가 그의 전기를 썼다고 전해지지만 현존하고 있지 않다.

## 저작활동
아리아노스는 철학과 역사 그리고 지리지 등의 저작활동을 하였다. 그 중 가장 유명한 것은 《알렉산드로스 원정기》(Anabasis Alexandri)로, 현존하는 알렉산드로스 대왕의 전기중에서 가장 신뢰할 수 있는 것으로 평가받고 있다. 아리아노스는 원정으로부터 4백년간에 걸쳐 쓰인 기록을 참조해, 특히 프톨레마이오스 1세와 아리스토부루스의 종군자들로부터 인정받았다. 원정기는 객관적으로 쓰여졌으며, 군사적 부분을 중심으로 해 정치적인 기술은 표면적인 것에서 그쳤다. 알렉산드로스 대왕의 성격에 대해서는, 신화 위의 영웅이라는 비교에 아주 진지하게 몰두하는 등 현대인의 자세와 동떨어진 것이 눈에 띈다. 하지만 그 나름의 이유가 있었는데, 바로 신화적 영웅신에 대한 라이벌 의식이 동기가 되었기에 대왕이 대사업을 완수할 수 있었다고 설명한다.
하지만 아리아노스의 다른 저작들은 단편만이 전해져 본체가 없어진 것이 많다

## 관련 문헌
- 《알렉산드로스 원정기》, 아리아노스 지음, 굴항아리 펴냄, 2017년 1월 31일 ISBN 10-8967353820
- Arrian, The Campaigns of Alexander, translated by Aubrey de Sélincourt, Penguin Classics, 1958 and numerous subsequent editions.
- Arrian, 《The Anabasis of Alexander》, Chinnock, Edward James 역 (구텐베르크 프로젝트에 수록)
- Phillips, A.A., and M.M. Willcock, (eds.). Xenophon & Arrian On Hunting with Hounds. Cynegeticus. Oxford: Aris & Phillips, 1999. ISBN 0-85668-706-5.
- P. A. Stadter, Arrian of Nicomedia, Chapel Hill, 1980.
- R. Syme, 'The Career of Arrian', Harvard Studies in Classical Philology vol.86 (1982), pp. 171–211.
- E. L. Wheeler, Flavius Arrianus: a political and military biography, Duke University, 1977.nn

## 참조
- Livius, Arrian of Nicomedia 보관됨 2014-08-09 - 웨이백 머신 by Jona Lendering
- Arrian On Coursing: the Cynegeticus William Dansey 1831